# Fox 2000 Pictures
Fox 2000 Pictures — американская кинокомпания в The Walt Disney Studios. Это была сестринская студия крупных киностудий 20th Century Fox и Fox Searchlight Pictures, специализирующаяся на производстве независимых фильмов в релизах среднего класса, которые в основном были нацелены на недостаточно обслуживаемые группы.. Компания распалась 14 мая 2021 года после выхода фильма «Женщина в окне» на Netflix и приобретения 21st Century Fox компанией The Walt Disney Company 20 марта 2019 года.
Большинство фильмов от Fox 2000 Pictures были выпущены под баннером 20th Century Fox, а иногда и под Fox Searchlight Pictures. Walt Disney Studios Motion Pictures выпускала фильмы, снятые Fox 2000 Pictures, с 2019 года до закрытия в 2021 году.
Fox 2000 Pictures сняла более 70 фильмов.. Фильм «Жизнь Пи» был номинирован на 11 премий «Оскар», включая лучший фильм, в конечном итоге выиграв четыре, и является самым кассовым фильмом подразделения с 609 миллионами долларов по всему миру. Фильм «Марли и я» был самым большим коммерческим успехом Fox 2000 Pictures с рекордом по самым большим кассовым сборам на Рождество с 14,75 миллиона долларов в продажах билетов.

## История
Fox 2000 Pictures была сформирована как подразделение 20th Century Fox в 1994 году с Лорой Зискин в качестве президента. В мае 1997 года продюсер Арт Линсон перенёс свой баннер Knickerbocker Films из 20th Century Fox в Fox 2000 Pictures с трёхлетним эксклюзивным соглашением о производстве.
В 2000 году Зискин покинула подразделение и Элизабет Габлер была нанята, чтобы заменить её. В феврале 2012 года Габлер продлила свой контракт на посту президента Fox 2000 Pictures.
Fox 2000 Pictures подписала с компанией Карен Розенфельт Sunswept Entertainment соглашение с правом первоочередного приобретения. В июле 2014 года подразделение согласилось на трёхлетнюю производственную сделку с Color Force, производственным партнерством Нины Джейкобсон и Брэда Симпсона. В феврале 2015 года The Jackal Group, Fox Networks Group и Гейл Берман подписали контракт на производство полнометражных фильмов с Fox 2000 Pictures для Бермана.
20 марта 2019 года The Walt Disney Company приобрела большую часть активов 21st Century Fox, включая Fox 2000 Pictures. Disney первоначально объявила, что Fox 2000 Pictures продолжит работу после приобретения, которое дало Disney 11 фильмов. Однако на следующий день The Hollywood Reporter сообщил, что Дисней закроет студию в октябре 2019 года после «Женщины в окне». Deadline Hollywood был удивлён, так как Fox 2000 Pictures, считающаяся идеальной для потоковой передачи фильмов, была причиной приобретения 21st Century Fox. Тем не менее, Fox Searchlight Pictures также была инди-подразделением, оставляя мало места для Fox 2000 Pictures. В августе 2019 года «Невероятный мир глазами Энцо» стал последним фильмом студии. Подразделение было закрыто 14 мая 2021 года после того, как «Женщина в окне» было дважды перенесена, сначала из-за повторного монтажа после тестирования, а затем из-за пандемии COVID-19. 4 августа 2020 года Disney продала фильм Netflix.